# 얀 오르트
얀 헨드릭 오르트(네덜란드어: Jan Hendrik Oort, 1900년 4월 28일 ~ 1992년 11월 5일)는 은하수의 구조에 대한 이해에 크게 기여하고 전파천문학의 선구자로 활동한  네덜란드의 천문학자이다. 《뉴욕 타임스》는 그를 "20세기의 가장 위대한 우주 탐험가 중 한 사람"이라 불렀으며, 유럽우주국(ESA)은 그를 "20세기의 가장 위대한 천문학자 중 한 명"이라 평가하며 그의 연구가 "천문학을 혁신시켰다"고 소개하고 있다. 1955년에는 《라이프》지의 ‘가장 유명한 생존 인물 100인’에 이름을 올리기도 했다. 그는 종종 "네덜란드를 전후(戰後) 천문학의 중심에 올려놓은 인물"로 불린다.
오르트는 은하수가 자전한다는 사실을 밝혀냈고, 태양이 은하의 중심에 있다는 기존 이론을 뒤집었다. 그는 태양 주변 항성들의 수직 운동을 분석하여, 이 자료를 바탕으로 국지적인 중력장을 추정했다. 은하면(銀河面)에 수직한 항성 운동을 설명하기 위해 필요한 질량을 계산한 후, 관측 가능한 별과 가스의 총량과 비교한 그는 1932년 다음과 같은 결론을 내렸다. “이것은 상당량의 보이지 않는 물질이 존재해야 함을 의미한다.” 이듬해, 프리츠 츠비키는 이 보이지 않는 물질을 ‘어두운 물질(dunkle Materie)’이라 불렀다. 오늘날에는 우주의 총질량 중 약 84.5%가 암흑물질로 구성되어 있다고 여겨지며, 이는 별들이 은하로, 은하들이 서로 연결된 거대 구조로 뭉치게 만드는 중력적 기반으로 이해되고 있다. 다만, 오르트의 관측 자료는 이후 학계에서 일부 반론이 제기되었으며, 그의 암흑물질 발견은 착오였을 가능성도 제시된다.
그는 또한 은하수 중심 원반 바깥을 공전하는 항성 집단인 은하 헤일로를 발견했다. 혜성에 대해서도 오르트는 중요한 통찰을 제시했는데, 혜성의 궤도 분석을 통해 "태양계가 행성들이 존재하는 영역을 훨씬 넘어 확장되어 있다는 점"을 보여주었고, 이후 그 영역은 오르트 구름이라고 명명되었다. 그의 업적을 기리기 위해, 오르트 구름, 오르트 상수, 오르트 한계, 명왕성의 오르트 충돌구, 소행성 1691 오르트 등 여러 천문학적 대상에 그의 이름이 붙여졌다.

## 연구 활동
예일 대학교에 재직 중일 때 얀 오르트는 천문대의 제니스 망원경을 이용한 관측을 맡았다. 그는 이후 “위도 변화 문제를 연구했다”고 회고하며, “그전까지 내가 공부해 온 주제들과는 거리가 멀었다”고 밝혔다. 그는 이러한 경험이 훗날 기초 천문학 문제에 대한 관심으로 이어졌다고 보고 있으며, 이는 자신이 라이덴에서 강의할 때에도 영향을 주었다고 평가했다. 개인적으로는 “예일에서 약간 외로움을 느꼈다”고 하지만, “뉴헤이븐에서 사귄 몇몇 친구들은 내 인생에서 가장 친한 친구가 되었다”고도 말했다.

### 초기
1924년 오르트는 네덜란드로 돌아와 라이덴 대학교에서 연구 조교로 일하기 시작했고, 1926년에는 보존관, 1930년에는 강사, 1935년에는 특별 교수로 승진했다. 1926년 흐로닝언 대학교에서 고속 항성의 성질에 대한 논문으로 박사 학위를 받았다. 이듬해, 스웨덴 천문학자 베르틸 린드블라드는 은하계 외곽의 항성들이 중심부보다 느리게 회전한다는 가설을 제시했고, 오르트는 동료 빌럼 더시터르가 먼저 린드블라드의 연구에 관심을 가지게 한 인물이었다고 회상한다. 그는 린드블라드의 주장이 맞다는 것을 깨닫고, 그것이 관측적으로 입증될 수 있음을 보여주었다. 오르트는 은하 회전을 설명하는 두 개의 수식을 제시했고, 이 공식에 포함된 두 상수는 현재 ‘오르트 상수’로 불린다.
옥스퍼드 과학자 사전에 따르면 오르트는 “태양계에서 외곽 행성이 내측 행성에게 추월당하는 것처럼, 은하가 회전한다면 별들에서도 그런 현상이 나타날 것”이라고 주장했다. 그는 다양한 항성 운동을 바탕으로 태양이 은하 중심에서 약 30,000광년 떨어져 있으며, 은하를 한 바퀴 도는 데 약 2억 2,500만 년이 걸린다는 계산을 내놓았다. 또한 은하 원반의 외곽에 있는 별들이 중심부에 있는 별들보다 느리게 회전한다는 사실도 밝혀냈다. 이는 은하가 하나의 고체처럼 회전하는 것이 아니라 ‘차등 회전(differential rotation)’을 한다는 것을 의미했다.
오르트의 이 초기 발견들은 태양을 은하 중심에 둔 대칭 구조를 가정했던 그의 스승 야코부스 카프테인의 체계를 무너뜨렸다. 오르트는 나중에 “카프테인과 그의 동료들은 은하 평면의 흡수 현상이 그렇게 심각하다는 사실을 깨닫지 못했다”고 회고했다. 그가 작업을 시작할 당시, 라이덴 천문대는 위치천문학과 자오선 망원경, 고유 운동 연구에만 집중하고 있었고, 은하 구조나 역학과 같은 분야에는 관심을 두지 않았다. 그는 “이 분야에 관심을 가진 사람은 아무도 없었기 때문에 몇 년간은 거의 혼자 연구했다”고 밝혔다. 더시터르가 흥미를 갖고 있긴 했지만 그의 주요 연구는 천체역학이었고, 우주 팽창 이론은 이미 그의 직접적인 관심사에서 멀어진 상태였다.
유럽우주국(ESA)에 따르면, 오르트는 은하가 거대한 ‘불꽃 바퀴(Catherine Wheel)’처럼 회전한다는 사실을 증명하면서 과학계를 뒤흔들었다. 그는 은하 내 모든 별들이 서로 독립적으로 움직이며, 중심에 가까운 별일수록 훨씬 더 빠르게 회전한다는 사실을 입증했다. 이러한 발견 덕분에 오르트는 천문학계에서 널리 알려지게 되었으며, 1930년대 초 하버드 대학교와 컬럼비아 대학교로부터 교수직 제안을 받았지만 라이덴에 남기로 결정했다. 다만 1932년에는 미국 오하이오주 델라웨어에 있는 퍼킨스 천문대에서 반년간 연구를 수행했다.
1934년 오르트는 라이덴 천문대 소장 보좌가 되었으며, 1935년부터 1948년까지 국제천문연맹(IAU) 사무총장을 역임했다. 1937년에는 네덜란드 왕립과학예술아카데미 회원으로 선출되었고, 1939년에는 미국에서 반년을 보내며 미국 천문학자 니콜라스 메이얼과 함께 연구해 게성운이 초신성 폭발의 잔해임을 보여주는 논문을 발표했다.

### 전파 천문학

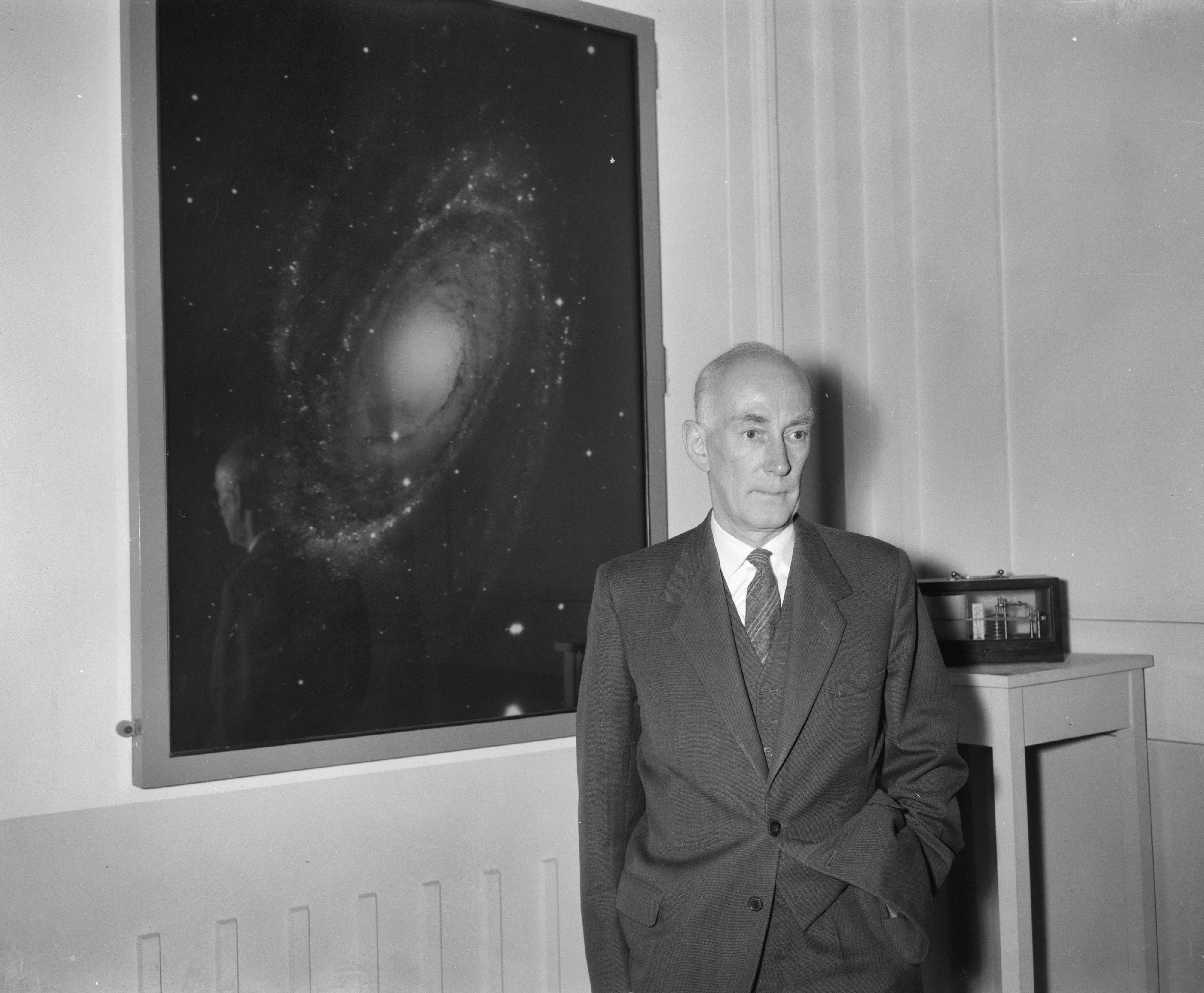
보데 은하의 사진 앞에서 찍은 사진.

제2차 세계 대전이 끝나기 전, 얀 오르트는 위트레흐트 대학교의 학생 헨드릭 반 더 훌스트와 협력하여, 성간 수소 원자에서 방출되는 21cm 파장의 전파선 탐지를 목표로 하는 프로젝트를 시작했다. 이 프로젝트는 1951년 해당 신호를 성공적으로 탐지하며 마무리되었는데, 이후 전파천문학의 중대한 이정표가 되었다. 오르트와 동료들은 또한 은하 중심 영역에 대한 최초의 본격적인 전파 관측을 수행하여, 가시광선으로는 관측이 불가능했던 은하 중심부에서 21cm 전파가 흡수되지 않고 통과함을 발견하였다. 이 관측을 통해 중심부에는 거대한 질량이 존재하며, 다량의 가스가 중심에서 바깥으로 빠르게 이동하고 있다는 사실이 밝혀졌다.
1945년 6월 전쟁이 끝난 직후 오르트는 라이덴으로 돌아와 천문대 소장직을 이어받았고, 천문학 정교수로 임명되었다. 이후 그는 네덜란드 전역의 전파 천문학 프로젝트를 이끌며 쿳베이크, 드윙겔로, 베스터보르크에 전파망원경을 건설하였다. 그는 21cm 수소선을 활용하여 은하수의 대규모 나선 구조, 은하 중심, 가스 구름의 운동을 지도화하는 데 성공하였다. 이 과정에서 네덜란드의 통신 회사 PTT가 중요한 역할을 했으며, 독일군이 해안에 남기고 간 7.5미터 구경의 반사 망원경을 활용하여 전파 천문학 연구를 시작할 수 있었다. 최초의 은하 지도는 쿳베이크에서 제작되었다. 드윙겔로 전파망원경은 완공 당시 조드렐 뱅크 전파망원경보다 앞서 세계 최대의 전파망원경이었다.
오르트는 전파천문학의 중요성을 처음으로 인식한 천문학자 중 한 명으로 평가된다. 전파망원경이 본격적으로 사용되기 전부터 그는 전파를 이용한 우주 탐사의 가능성에 주목하였고, 이론 연구를 통해 은하의 나선팔에는 거대한 수소 분자 구름이 존재하며, 이들이 별의 탄생지라는 예측을 제시하였다. 드윙겔로와 베스터보르크의 전파관측 결과는 이러한 예측을 확인하였다. 오르트는 그로트 레버의 연구가 자신에게 깊은 인상을 주었으며, 은하계를 조사하는 데 있어 전파 관측의 중요성을 확신하게 된 계기가 되었다고 회고하였다. 레버는 전쟁 직전 은하 전파 방출에 대한 연구를 발표한 바 있다.
오르트의 전파 천문학 분야에서의 선도적 활동은 전후 네덜란드를 천문학 강국으로 만드는 데 크게 기여하였다. 그는 또한 게성운의 빛이 편광되어 있으며, 이 빛이 싱크로트론 복사에 의해 발생했음을 확인함으로써 이오시프 슈클로프스키의 이론을 입증하였다.

### 혜성 연구
얀 오르트는 생애 후반에 혜성 연구로 관심을 확장하며 여러 혁신적인 가설을 제시했다. 그는 태양계를 둘러싼 거대한 구름이 존재하며, 이 구름은 해왕성과 명왕성 궤도 너머에 위치한 수십억 개의 혜성으로 이루어져 있다고 주장했다. 이 구름은 현재 ‘오르트 구름’으로 불리며, 장주기 혜성들의 기원으로 간주된다. 오르트는 또한 외부에서 온 혜성들이 목성의 중력에 의해 더 짧은 주기의 궤도로 포획될 수 있으며, 그 결과 헬리 혜성과 같은 주기 혜성이 된다고 설명했다. 실제로 오르트는 헬리 혜성을 두 차례 직접 관측한 몇 안 되는 인물 중 하나이다. 그는 10세 때 아버지와 함께 네덜란드 노르트베이크 해안에서 혜성을 처음 목격했으며, 76년이 지난 1986년에는 비행기에 올라 헬리 혜성을 다시 관측했다.
1951년 오르트는 아내와 함께 프린스턴과 패서디나에서 몇 달을 보내며, 라이먼 스피처와 함께 O형 별에 의해 성간 구름이 가속되는 현상에 대한 논문을 발표했다. 이후 그는 고속 성간 구에 대한 연구로도 영역을 확장했다. 오르트는 1970년까지 라이덴 천문대 소장을 맡았으며, 은퇴 이후에도 은하 중심과 초은하단에 관한 종합적인 논문을 발표했다. 그는 퀘이사 흡수선(quasar absorption lines)에 대한 여러 연구에서도 야코프 젤도비치의 ‘팬케이크 우주론’(pancake model)을 지지했으며, 92세의 나이로 사망하기 직전까지도 은하계 및 다른 은하들의 구조와 분포에 관한 연구를 지속했다.
오르트의 학문적 강점 중 하나는 복잡한 수학 이론을 물리학적으로 직관적인 개념으로 변환하는 능력이었다. 린드블라드의 은하차등회전(differential galactic rotation) 이론을 실제 물리 모델로 설명한 것이 대표적인 예다. 그는 태양계 외곽의 혜성 구름 존재를 관측 결과로부터 도출했으며, 그 기원을 일반적인 물리적 논증을 통해, 최소한의 수학적 도구만을 사용해 설명해냈다.

## 참고 자료
- 이 문서에는 다음커뮤니케이션(현 카카오)에서 GFDL 또는 CC-SA 라이선스로 배포한 글로벌 세계대백과사전의 내용을 기초로 작성된 글이 포함되어 있습니다.